# Chikkaharakuni, Kundgol
Chikkaharakuni là một làng thuộc tehsil Kundgol, huyện Dharwad, bang Karnataka, Ấn Độ.